# 27 (număr)
27 (douăzeci și șapte) este numărul natural care urmează după 26 și este urmat de 28.

## În matematică
- Este un număr compus.[1]
- Este un număr harshad în bazele 3, 5, 7, 9, 10, 13, 19, 25 și toate bazele mai mari ca 26.[2]
- Este un număr platonic.[3]
- Este un număr puternic.[4][5]
- Este un număr rotund.[6][7]
- Este un număr Smith.[8][9]
- Este un număr Størmer.[10][11]
- Este un număr decagonal.[12][13]
- 27 este un cub perfect și este cubul numărului 3: 27 = 33 = 3 × 3 × 3. Este, de asemenea, și rezultatul 23 (vezi tetrație).
- Este singurul număr întreg pozitiv care este rezultatul produsului de trei ori a sumei cifrelor sale: 27 = 3 × (2 + 7).
- Este format din cifrele 2 și 7, iar suma cifrelor de la 2 la 7 este exact 27: 2 + 3 + 4 + 5 + 6 + 7 = 27.
- În baza 2 este un număr palindromic.
- Expresia binară pe un octet a lui 27 este formată din cele patru combinațiile de două cifre binare (00, 01, 10 și 11), în ordine: 00011011.

## În știință
- Este numărul atomic al cobaltului.[14]

### Astronomie
- NGC 27 este o galaxie spirală localizată în constelația Andromeda.
- Messier 27 sau Nebuloasa Dumbbell este o nebuloasă planetară din constelația Vulpea.
- 27 Euterpe este o planetă minoră.
- 27P/Crommelin este o cometă periodică din sistemul solar.

## Alte domenii
- Este prefixul telefonic internațional al Africii de Sud.[15]
- Este codul de țară UIC al Kazahstanului.[16]